# نعران (العدين)

تعديل مصدري - تعديل

نعران محلة تابعة لقرية عنة، التابعة لعزلة قصع حليان بمديرية العدين إحدى مديريات محافظة إب في الجمهورية اليمنية.، بلغ تعداد سكانها 177 حسب تعداد اليمن لعام 2004.